# Vic Snell
Vic Snell (Samford, 29 de octubre de 1927 - Hounslow, 20 de agosto de 2009) fue un futbolista británico que jugó en la posición de defensa. 

## Carrera
Snell firmó por el Ipswich Town del Nicholians en 1945. Se convirtió en profesional en 1947 e hizo su debut en 1949. Su última aparición con el Ipswich fue en 1959, aunque permaneció en el club hasta 1963. Y es que, entre 1959 y 1963, Snell combinó sus obligaciones de entrenador con los de entrenador. En total, Snell apareció en 62 partidos para el Ipswich, marcando dos goles. Posteriormente, se fue a Suráfrica para jugar en el Port Elizabeth City.
Después de retirarse, viviría en Suráfrica y Zimbabwe, antes de volver a Inglaterra en 1992. Snell moriría el 20 de agosto de 2009 a los 81 años después de una larga enfermedad.

## Clubes
| Club                   | País       | Año       |
| ---------------------- | ---------- | --------- |
| Ipswich Town           | Inglaterra | 1949–1963 |
| Port Elizabeth City FC | Suráfrica  | 1963      |